# Libra sudanesa
La libra sudanesa es la moneda oficial de Sudán que está dividida en 100 piastras sudanesas. La nueva libra fue introducida el 10 de enero de 2007 reemplazando al dinar como unidad base (100:1) que a su vez reemplazó en 1992 a la antigua libra (1000:1). Al 19 de enero de 2007, la tasa de cambio estaba en 2.55 libras sudanesas por dólar estadounidense o 3.36 por un euro.
Tras la secesión de Sudán del Sur en 2011, este país estableció temporalmente a la libra sudanesa como su moneda oficial. Hasta el año 2007, los secesionistas sudsudaneses habían utilizado su propia libra, la que se retoma tras su secesión de Sudán (actualmente la libra sursudanesa es la moneda oficial de dicho país).

## Billetes
Los billetes en circulación son de:
- 1 libra
- 2 libras
- 5 libras
- 10 libras
- 20 libras
- 50 libras
- 100 libras
- 200 libras
- 500 libras

## Monedas
Las monedas en circulación son de:
| Denominación | Emisión | Forma    | Metal                     | Metal                     | Diámetro | Canto    | Anverso                             | Reverso      |
| Denominación | Emisión | Forma    | Anillo                    | Centro                    | Diámetro | Canto    | Anverso                             | Reverso      |
| ------------ | ------- | -------- | ------------------------- | ------------------------- | -------- | -------- | ----------------------------------- | ------------ |
| 1 piastra    | 2006    | Circular | Latón                     | Latón                     | 16 mm    | Estriado | Objeto                              | Valor facial |
| 5 piastras   | 2006    | Circular | Latón                     | Latón                     | 18 mm    | Estriado | Emblema                             | Valor facial |
| 10 piastras  | 2006    | Circular | Acero revestido en Níquel | Acero revestido en Níquel | 20 mm    | Estriado | Pirámide                            | Valor facial |
| 20 piastras  | 2006    | Circular | Latón                     | Cupro-Níquel              | 22 mm    | Estriado | Buey                                | Valor facial |
| 50 piastras  | 2006    | Circular | Cupro-Níquel              | Latón                     | 24 mm    | Estriado | Paloma de la paz                    | Valor facial |
| 1 libra      | 2011    | Circular | Níquel                    | Níquel                    | x mm     | Estriado | Edificio del Banco Central de Sudán | Valor facial |

Las monedas de 20 y 50 piastras son bimetálicas.